# Wounded Land
Pour plus de détails, voir Fiche technique et Distribution.
Wounded Land (en hébreu : ארץ פצועה) est un film dramatique israélien écrit et réalisé par Erez Tadmor et sorti en 2015. 
Il a été nommé pour l'Ophir 2015 du meilleur film.

## Fiche technique
- Titre original : ארץ פצועה
- Titre français : Wounded Land
- Réalisation : Erez Tadmor
- Scénario : Shlomo Efrati , Erez Tadmor
- Photographie : Asaf Sudri
- Montage : Einat Glaser-Zarhin
- Musique : Haim Frank Ilfman
- Pays de production : Israël
- Langue originale : hébreu
- Format : couleur
- Genre : drame
- Durée : 80 minutes
- Dates de sortie :   
  - Israël : juillet 2015 (Festival du film de Jérusalem)

## Distribution
- Maisa Abd Elhadi :
- Moshe Ashkenazi :
- Roy Assaf : Kobi Amar
- Yoav Bar-Lev : (as Yoav Barlev)
- Tawfeek Barhom :
- Dvir Benedek :
- Keren Berger :
- Tomer Eini :
- Itzik Golan :
- Adva Sharon Ilan :
- Carmit Mesilati Kaplan :
- Jameel Khoury : (as Jamil Khoury)
- Makram Khoury :
- Miki Leon : (as Mickey Leon)
- Yoav Levi :
- Amit Lior :
- Yevgeny Orlov :
- Ofer Regirer :
- Eyal Rozales :
- Eyal Salama : (as Eyal Salma)
- Itai Shcherback :
- Hisham Suliman :